# Khế rừng
Khế rừng hay còn gọi cơm xôi, dây lửa, dây khế rai, quai xanh (danh pháp khoa học: Rourea microphylla) là một loài thực vật có hoa trong họ Connaraceae. Loài này được William Jackson Hooker và George Arnott Walker Arnott mô tả khoa học đầu tiên năm 1833 dưới danh pháp Connarus microphyllus. Năm 1850 Jules Émile Planchon chuyển nó sang chi Rourea.

## Mô tả
Dây leo thân gỗ hay cây bụi leo, phân nhiều cành, cao 1–4 m. Các cành nhỏ màu nâu, nhẵn nhụi hoặc có lông tơ thưa thớt khi còn non. Lá kép lông chim lẻ, hiếm khi 1-lá chét; cuống lá, trục lá và cuống lá chét nhẵn nhụi; lá chét 3-8-13 đôi; phiến lá chét có màu xanh lá cây-phấn xám phía xa trục, bóng phía gần trục, hình trứng hoặc hình mũi mác đến hình mũi mác thuôn dài, 1,5-4 × 0,5–2 cm, giống như giấy đến dai láng gần giống như da, nhẵn nhụi cả hai mặt, gân phụ 4-7 đôi, tỏa rộng, nối lại gần mép lá, đáy hình nêm đến thuôn tròn, thường xiên lệch, mép nguyên, đỉnh tù và nhọn. Cụm hoa ở nách lá ở các nách lá phía xa hoặc giả đầu cành, hình chùy với 1-5 trục, thường 3–6 cm, các trục trung tâm thường dài hơn, các trục khác ngắn hơn; trục hoa và cuống hoa nhẵn nhụi; lá bắc và lá bắc con không khác biệt. Hoa đường kính 4–5 mm, thơm. Lá đài hình trứng, 2–3 mm, rộng tương đương với dài, nhẵn nhụi hoặc có lông măng nhỏ dọc theo mép phía xa trục. Cánh hoa màu trắng, ánh vàng, hoặc hồng, hình elip, 4-5 × 1–2 mm, nhẵn nhụi, có sọc theo chiều dọc, đỉnh nhọn. Nhị hoa khoảng 10; chỉ nhị không đều, các nhị dài hơn đến 6 mm, các nhị ngắn hơn đến 4 mm; bao phấn có thùy theo chiều dọc. Lá noãn rời, 3–5 mm; bầu nhụy hình trụ. Quả đại màu đỏ khi thuần thục, hình trụ hoặc hình trứng ngược xiên-hình trụ, hơi cong, 1,2-1,5 × 0,5–1 cm, mở dọc theo đường ráp phía gần trục, có sọc dọc, gốc có các lá đài bền, đỉnh nhọn. Hạt màu da cam, thuôn dài, khoảng 1 cm, với áo hạt có màng ở đáy. Ra hoa tháng 3- tháng 9, tạo quả tháng 5 - tháng 3 năm sau.

## Phân bố
Loài này có tại Trung Quốc (các tỉnh Phúc Kiến, Quảng Đông, Quảng Tây, Vân Nam), Ấn Độ, Indonesia, Lào, Sri Lanka, Việt Nam. Có quan hệ họ hàng gần và rất giống với Connarus mimosoides.

## Sử dụng
Theo Phạm Hoàng Hộ (1999) thì tại Việt Nam, loại khế này có trong các rừng hậu lập vùng duyên hải, từ Hải Ninh đến Phú Quốc, được dùng làm thuốc sắc cho phụ nữ sau sinh kém ăn, trị tiểu khó hay nước tiểu vàng.